# Yomeddine
Pour plus de détails, voir Fiche technique et Distribution.
Yomeddine est un film égyptien écrit et réalisé par l'austro-égyptien Abu Bakr Shawky, sorti en 2018. Il est présenté en sélection officielle en compétition au festival de Cannes 2018.

## Synopsis
Le film est une tragi-comédie autour d'un malade de la lèpre qui s'échappe de sa léproserie avec un orphelin afin de rechercher sa famille.
Beshay, copte qui vit dans une léproserie du nord de l'Égypte, trouve ses ressources sur la « montagne d’ordures » voisine. Il se blesse un pied en dégageant une ferrure d’un bloc de béton. Après la mort de sa femme, qui était dans le coma, il décide de partir à Qena, au sud du pays, à la recherche de ses parents, qu’il n’a pas revus depuis qu’ils l’ont amené à la léproserie.
Il part alors pour un long voyage initiatique avec son âne Harby et sa charrette, où a pris place un passager clandestin : Obama - « comme celui de la télé » -, un enfant noir orphelin qui le considère comme un père. Il perd tout peu à peu : son argent, volé alors qu’il a conduit Obama blessé à l’hôpital puis s’est fait arrêter parce qu’il n’a pas ses papiers, laissé dans la charrette ; sa charrette, qu’il arrive à sauver d’un vol, mais dont un essieu finit par casser ; enfin Harby, mort d’épuisement. Beshay, bien que guéri, donc non contagieux, est partout victime du rejet à cause de la tare de sa maladie, mais aussi de sa religion. « Je suis un être humain », hurle Beshay devant ce mépris et ce rejet.
Il remonte le Nil jusqu'à Sohag, où un groupe de mendiants commence par le faire déguerpir de « son » trottoir, mais le prend en pitié et l’intègre à sa cour des miracles, où ils vivent « comme des rois », disent-ils dans un éclat de rire. Ils retrouvent un dossier d’Obama, vrai ou non, dans son ancienne institution, mais celui-ci refuse de prendre connaissance de ce qui est arrivé à ses parents. Les gueux les mettent finalement en rapport avec un camionneur ami pour qu’il les emmène à Qena.
Obama frappe à la porte de la famille de Beshay : le frère de Beshay le met dans un premier temps brutalement à la porte en disant que Beshay est mort enfant de la gale. Dans un second temps, il revient demander à Obama comment il savait que Beshay était en vie et lépreux : son père lui a entre-temps appris la vérité. Il vient chercher Beshay, qui a aussi peur de revoir sa famille qu'Obama de connaître le sort de ses parents. Beshay retrouve alors les siens dans la joie, et son père lui explique qu’il l’a conduit à la léproserie et fait passer pour mort pour son bien : il voulait qu’il vive dans un endroit où il puisse être accepté, sans l’illusion d’une vie normale qu’il perdrait cruellement un jour.
Beshay et Obama apaisés montent dans un train à bestiaux pour rejoindre leur vie : celle de la léproserie, de l'orphelinat et de la montagne d’ordures.
Le titre, Yomeddine, signifie en arabe le jour du jugement dernier où, rappelle le film, « tous les humains seront égaux ». « Les animaux aussi connaîtront le jugement dernier ? » demande Obama à Beshay, qui lui répond : « Non, ils vont directement au paradis »…

## Fiche technique
- Titre original : Yomeddine
- Titre français : Yomeddine
- Réalisation : Abu Bakr Shawky
- Scénario : Abu Bakr Shawky
- Productrice : Dina Emam
- Photographie : Federico Cesca
- Montage : Erin Greenwell
- Musique : Omar Fadel
- Pays d'origine : Égypte
- Langue originale : arabe
- Format : couleur
- Genre : Comédie dramatique et aventure
- Durée : 93 minutes
- Dates de sortie :
  - France : 9 mai 2018 (festival de Cannes), 21 novembre 2018 (sortie nationale)

## Distribution
- Rady Gamal : Beshay
- Ahmed Abdelhafiz : Obama
- Shahira Fahmy : Nurse
- Mohamed Abdel Azim :
- Osama Abdallah :
- Shehab Ibrahim :

## Accueil
Projeté à Cannes, le film reçoit une ovation de 10 minutes.
L'accueil médiatique est plus contrasté. La presse constate la parenté, voire les références avec Freaks et avec Elephant Man. Mais si La Croix s'enchante « d'une divine surprise », Le Monde y voit un « storytelling intempestif » et un « discours conformiste ». Et là où plusieurs critiques saluent un film qui évite le piège du « misérabilisme moralisateur », Télérama l’en accuse implicitement, lui reprochant de se reposer « sur la compassion et l’empathie suscitées par son personnage ».

### Accueil critique
Sur Rotten Tomatoes, le film obtient un score de 77% d'avis favorables, sur la base de 30 critiques collectées et une note moyenne de 6,80/10 . Sur Metacritic, le film obtient une note moyenne pondérée de 62 sur 100, sur la base de 12 critiques collectées.

## Distinctions[8]

### Prix
- Prix François Chalais, Festival de Cannes 2018
- Tanit d'argent, Journées cinématographiques de Carthage 2018
- Prix de l'audience, Festival du film d’El Gouna 2018
- Meilleur film en langue étrangère, Festival international Heartland (Indianopolis) 2108
- Prix des étudiants, Festival du film de Philadelphie 2018
- Prix du public, Festival international du film de Valladolid 2018
- Prix du jeune public, Festival international du film de Valladolid 2018
- Prix du public, Festival du film du Wisconsin 2019

### Nominations
- Festival de Cannes 2018 : sélection officielle et Caméra d'or